# Personräknare

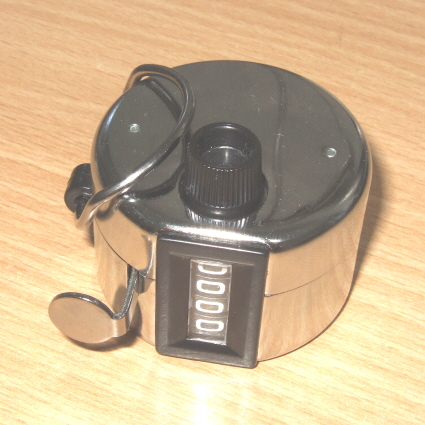
En handhållen mekanisk personräknare (handräknare).

Personräknaren är en teknisk utrustning för att kunna räkna antalet individer som passerar en given punkt. Den har flera användningsområden, bland annat att skaffa besöksstatistik i affärer och kulturinstitutioner och avgöra antalet personer som nyttjar en viss väg. I många fall är personräknaren kombinerad med vändkors eller andra spärrfunktioner.
Personräknare förekommer i flera olika varianter, där de enklaste är handhållna knappförsedda apparater som personalen manuellt klickar för varje passerande individ (handräknare). Mer avancerade personräknare har tekniska metoder för att avgöra antalet personer som passerar. Exempel på detta är 3D-kameror och radarsensorer, värmekameror och infraröda sensorer.
Radarsensor skapar ett tredimensionellt fält. När en människa passerar igenom fältet så räknas person utifrån den luft personen trycker framför sig. Detta medför att oavsett om personen går tillsammans med en grupp människor så räknas varje individ för sig. Undersökningar har visat att denna metod är tillförlitlig till 99 procent.[källa behövs].